# Zoran Mamić
Zoran Mamić, né le 30 septembre 1971 à Bjelovar à l'époque en Yougoslavie et aujourd'hui en Croatie, est un footballeur international croate, qui évoluait au poste de défenseur et milieu de terrain, avant de devenir ensuite entraîneur.
Son frère aîné Zdravko, fut dirigeant de football.

## Biographie

### Carrière d'entraîneur
Le 31 janvier 2019, il est nommé à la tête du club saoudien du Al-Hilal Football Club, en remplacement du Portugais Jorge Jesus qui voit son contrat résilié d'un "commun accord" pour divergences de point de vue avec sa direction.

## Palmarès
| Dinamo Zagreb - Championnat de Croatie (3) : - Champion : 1995-96, 2005-06 et 2006-07. - Vice-champion : 1994-95. - Coupe de Croatie (2) : - Vainqueur : 1993-94, 1995-96 et 2006-07. - Finaliste : 1992-93 et 1994-95. |  | Dinamo Zagreb - Championnat de Croatie (3) : - Champion : 2013-14, 2014-15 et 2015-16. - Coupe de Croatie (2) : - Vainqueur : 2014-15 et 2015-16. - Finaliste : 2013-14. |